# 陈文琴
陈文琴（1964年—），云南南涧人，彝族，中华人民共和国政治人物、第十二届全国人民代表大会云南地区代表。

## 生平
毕业于大理卫生学校临床医学专业中专班专业，擔任大理白族自治州南涧县宝华镇拥政村乡村医生。加入中国共产党。2013年，担任全国人大代表。2018年2月24日，当选为第十三届全国人大代表。